# Connecticut State Route 148
Die Connecticut State Route 148 (kurz CT 148) ist eine in Ost-West-Richtung verlaufende State Route im US-Bundesstaat Connecticut.

## Verlauf
Nach der Abzweigung von der Connecticut State Route 79 südlich der Stadtgrenze zwischen Killingworth und Durham verläuft die CT 148 in südöstlicher Richtung und passiert dabei unter anderem den Stone House Cemetery sowie die Emmanuel Church, einer historischen Kirche aus dem Jahr 1803. Südlich des Kroopa Pond am Parmelee House führt die Straße in Richtung Osten und geht an der Kreuzung mit der Connecticut State Route 81 von der Tooley in die Chester Road über.
Westlich des Cedar Lakes in der Stadt Chester zweigt in südöstlicher Richtung entlang des Chester Airports die State Route 145 ab. In der Main Street trifft die CT 148 auf die State Route 9, die auf ihrer gesamten Länge zum vierspurigen Freeway ausgebaut wurde. Etwa einem Kilometer östlich der Kreuzung mit der CT 154 überquert die Straße mit einer Fährverbindung den Connecticut River und damit auch die Grenze zwischen dem Middlesex County westlich des Flusses sowie dem New London County östlich des Flusses. Nach insgesamt 26 Kilometern endet die State Route an der Connecticut State Route 82 in Lyme.